# 진천군 (선거구)
진천군은 대한민국의 옛 국회의원 선거구이다. 당시 충청북도 진천군 지역을 관할했다.

## 역사
제헌 국회의원 선거를 앞두고 진천군 전 지역을 관할하는 선거구로 신설되었다.
제6대 국회의원 선거를 앞두고 음성군 선거구와 통합되면서 진천군·음성군 선거구를 이루게 됨에 따라 폐지되었다.

## 역대 국회의원
| 선거   | 정당 | 정당       | 의원   |
| ------ | ---- | ---------- | ------ |
| 1948년 |      | 한국민주당 | 송필만 |
| 1950년 |      | 무소속     | 이충환 |
| 1954년 |      | 자유당     | 이충환 |
| 1958년 |      | 자유당     | 정운갑 |
| 1960년 |      | 민주당     | 이충환 |

## 역대 선거 결과

### 대한민국 제헌 국회의원 선거
|  | 68.43% |

|  | 19.06% |

|  | 12.49% |

|  | 0% |

### 대한민국 제2대 국회의원 선거
|  | 26.06% |

|  | 17.37% |

|  | 15.91% |

|  | 15.07% |

|  | 13.14% |

|  | 10.14% |

|  | 2.28% |

### 대한민국 제3대 국회의원 선거
|  | 42.29% |

|  | 22.00% |

|  | 16.98% |

|  | 6.53% |

|  | 5.28% |

|  | 3.00% |

|  | 2.75% |

|  | 1.11% |

### 대한민국 제4대 국회의원 선거
|  | 61.77% |

|  | 38.22% |

### 대한민국 제5대 국회의원 선거
|  | 53.55% |

|  | 46.44% |